# Montbretia
Montbretia (Crocosmia × crocosmiiflora) är en irisväxtart som först beskrevs av Pierre Louis Victor Lemoine, Frederick William Thomas Burbidge och Richard Dean, och fick sitt nu gällande namn av Nicholas Edward Brown. Montbretia ingår i släktet montbretior, och familjen irisväxter. Arten förekommer tillfälligt i Sverige, men reproducerar sig inte.

## Bildgalleri

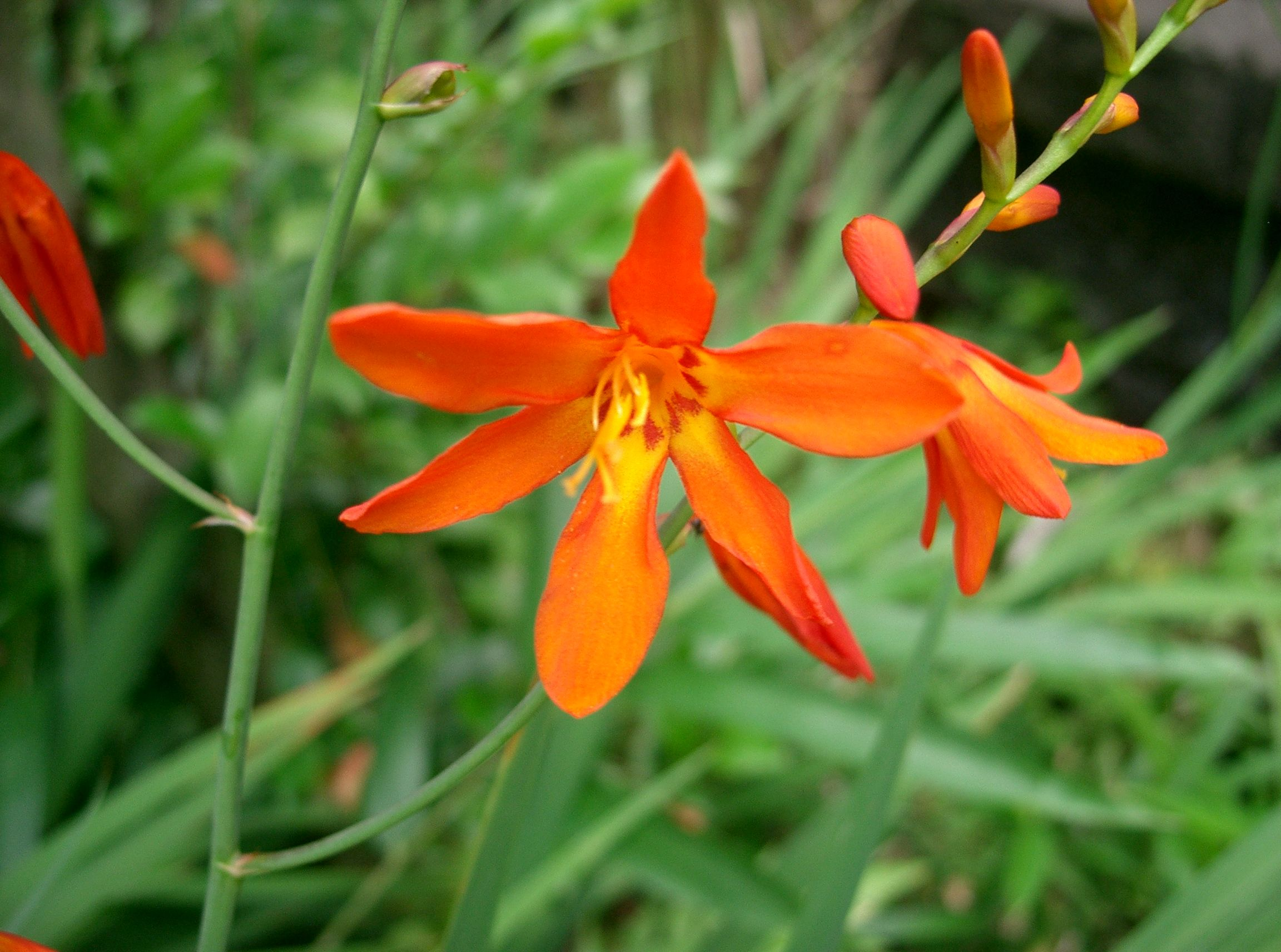
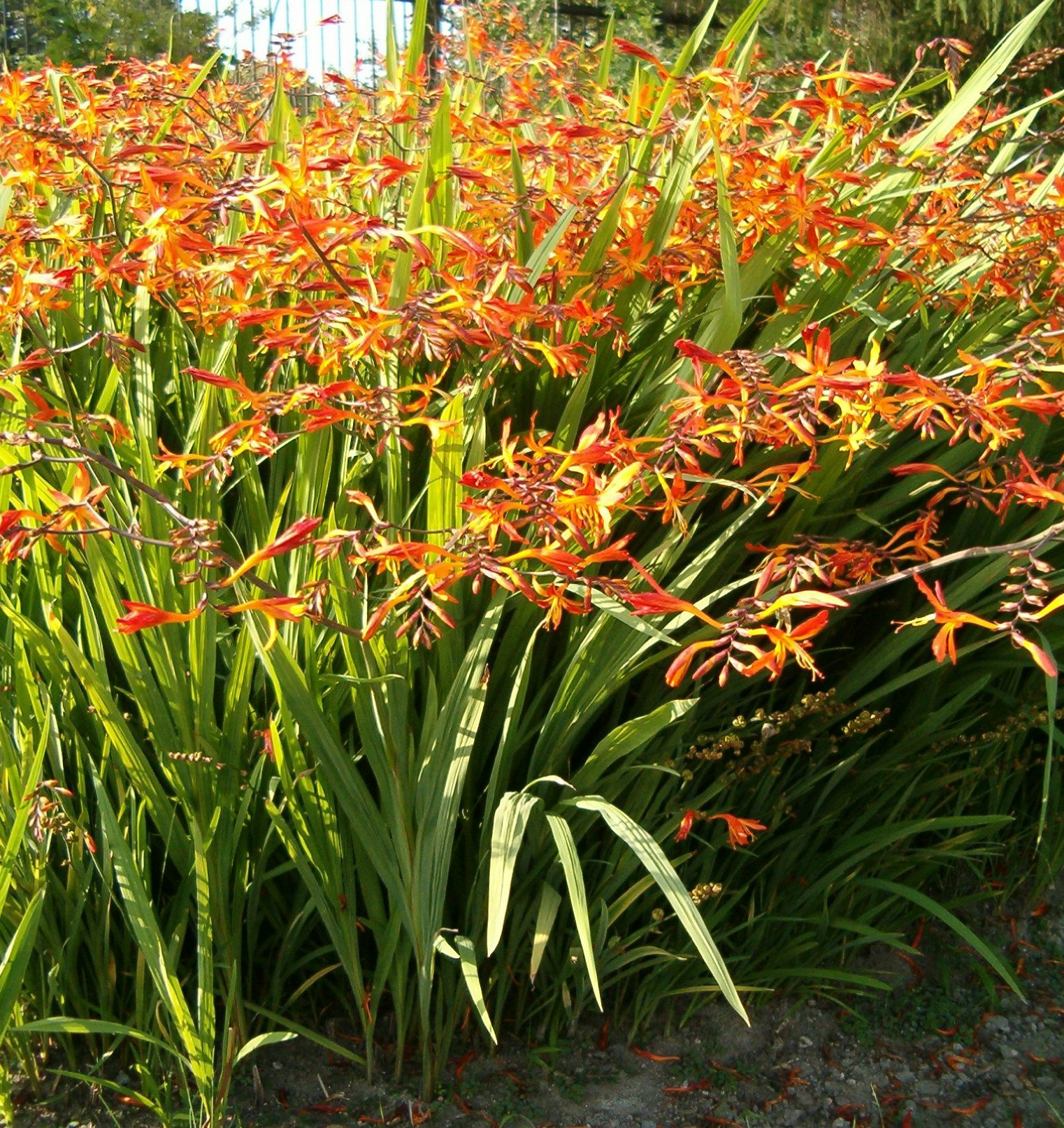
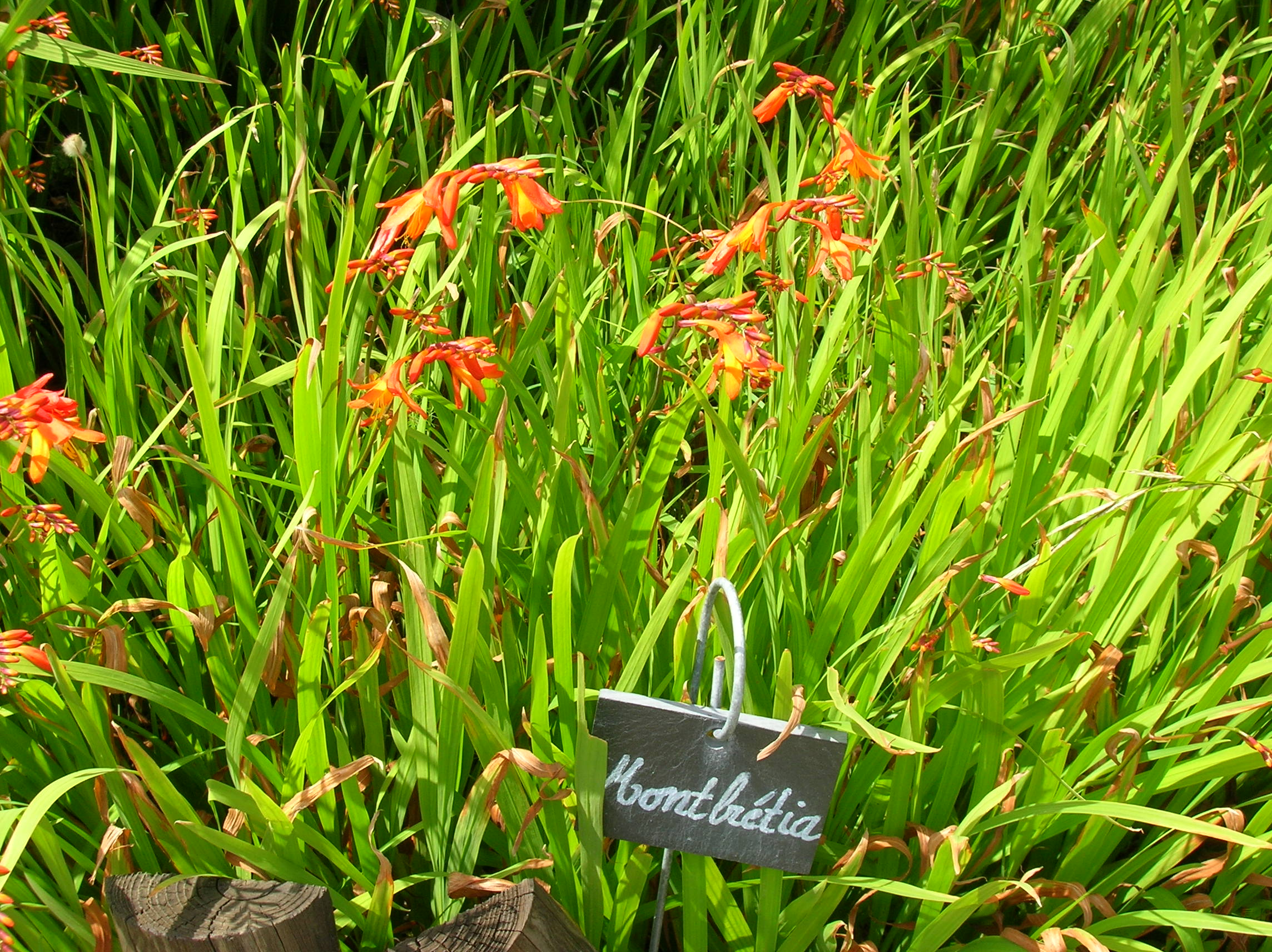
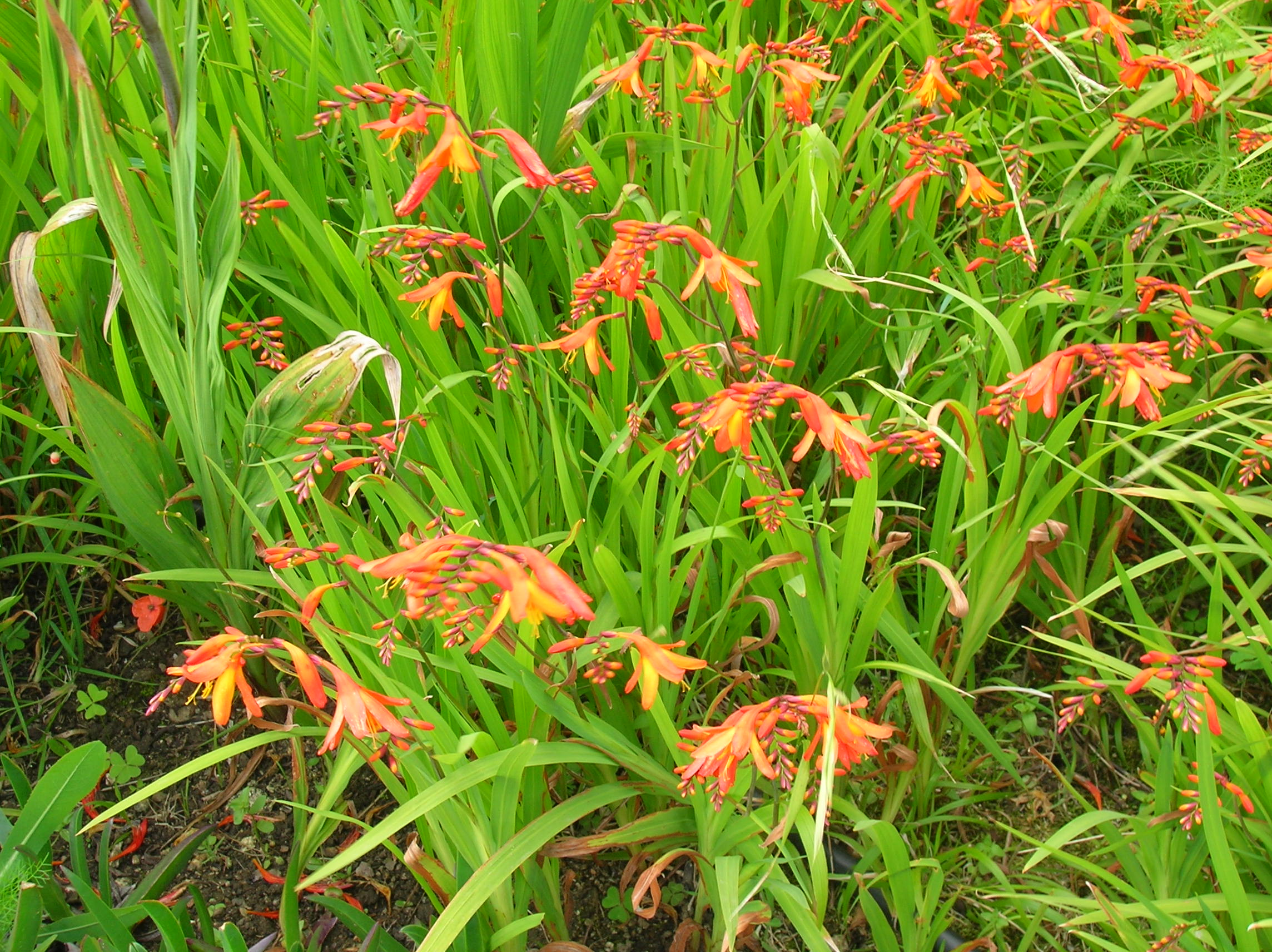
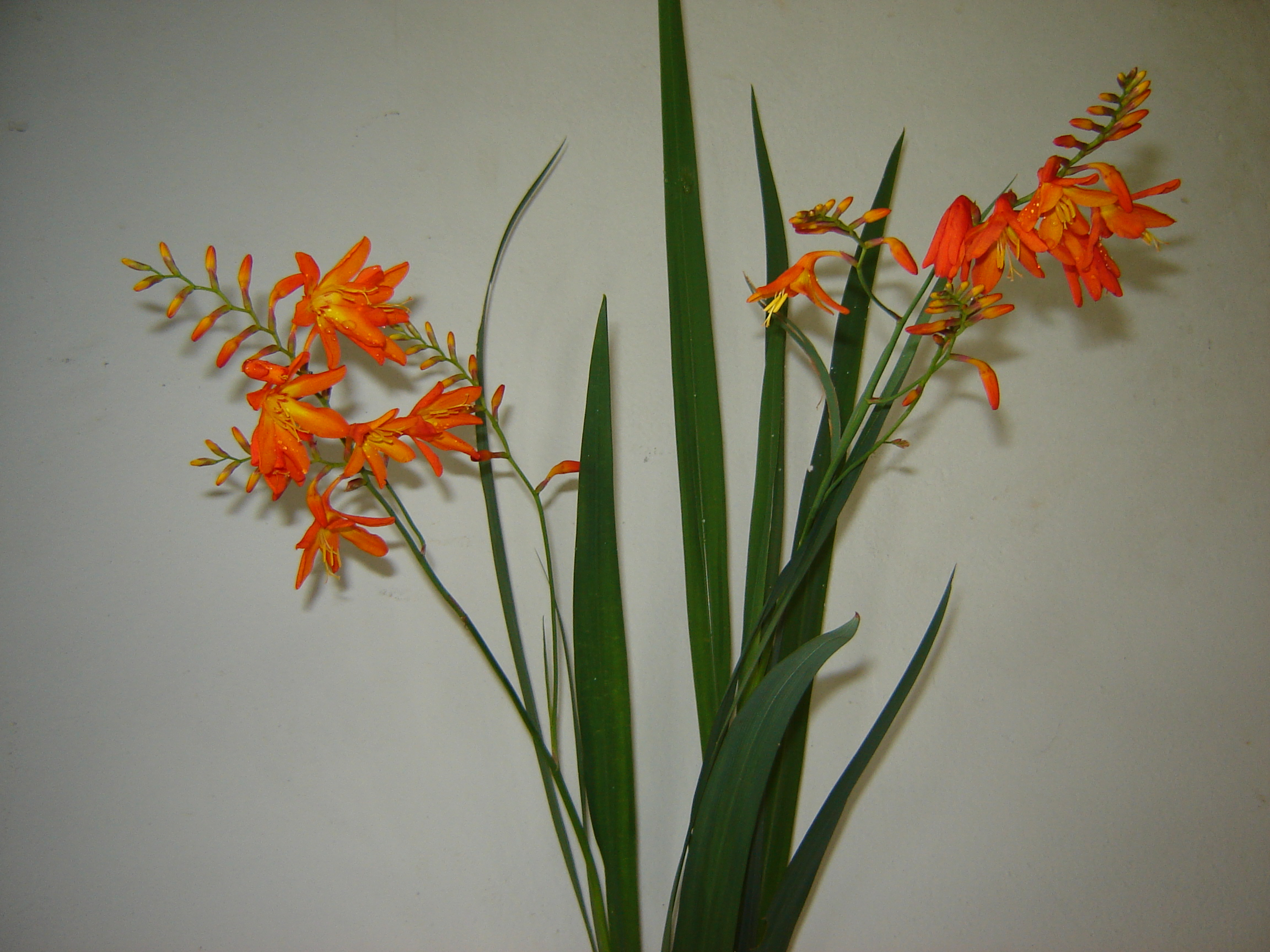
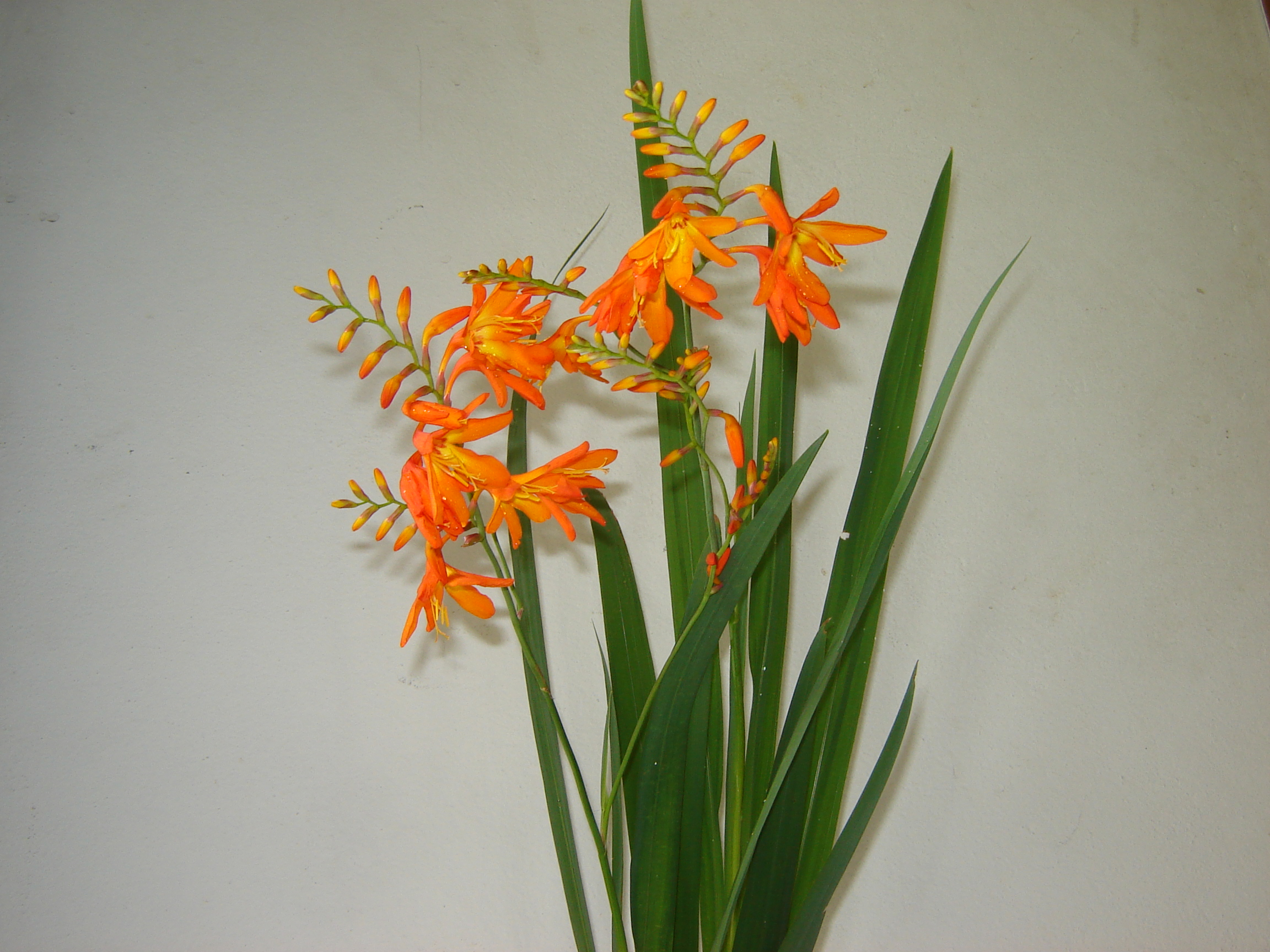